# Joaquim Pessoa
Joaquim Maria Pessoa (Barreiro, 22 de fevereiro de 1948 – 17 de abril de 2023), conhecido por Joaquim Pessoa, foi um poeta, artista plástico, publicitário e estudioso de arte pré-histórica português.
Com formação na área do "marketing" e da publicidade, foi diretor criativo e diretor-geral de várias agências de publicidade e autor ou coautor de diversos programas de televisão ("1000 Imagens", "Rua Sésamo", "45 Anos de Publicidade em Portugal", etc.).[carece de fontes?] Foi diretor pedagógico e professor da cadeira de Publicidade no Instituto de Marketing e Publicidade, em Lisboa, e professor no Instituto Dom Afonso III, em Loulé.
Desempenhou durante seis anos (1988-1994) o cargo de diretor da Sociedade Portuguesa de Autores. Em colaboração com Luís Machado, organizou em 1983 o I Encontro Peninsular de Poesia, que reuniu prestigiados nomes da poesia ibérica. Conta com mais de 600 recitais da sua poesia, realizados em Portugal e no estrangeiro.[carece de fontes?] Foi diretor literário da Litexa Editora, diretor do jornal "Poetas & Trovadores", colaborador das revistas "Sílex" e "Vértice" e do jornal "A Bola".
Foi um dos fundadores da cooperativa artística Toma Lá Disco, com Ary dos Santos, Fernando Tordo, Carlos Mendes, Paulo de Carvalho e Luiz Villas-Boas, entre outros.
Viu o seu nome ser atribuído a arruamentos na Baixa da Banheira (concelho da Moita) e no Poceirão (concelho de Palmela).
Morreu a 17 de abril de 2023, aos 75 anos, depois de um internamento na sequência de doença prolongada.

## Obra literária
«... julgo que a poesia tem, também, a obrigação de palpar o mundo, de estar atenta aos sintomas e ajudar ao diagnóstico.» — Joaquim Pessoa, em entrevista publicada no livro "Poetas Visitados", de Maria Augusta Silva, p. 194, Edições Caixotim, Lisboa, 2004.
Embora tenha começado a escrever muito antes (iniciou a sua carreira em "O Juvenil", suplemento literário do jornal "Diário de Lisboa" dirigido por Mário Castrim e Alice Vieira), o seu primeiro livro (O Pássaro no Espelho) foi editado em 1975 e até hoje publicou mais de três dezenas de obras, incluindo três antologias. Em 2001 começou a ser publicada a Obra Poética, em 7 volumes, que reunirá a maior parte dos seus poemas.[carece de fontes?]
Foi galardoado com o mais importante prémio português de poesia – o Prémio da Associação Portuguesa de Escritores e da Secretaria de Estado da Cultura – e ainda com o Prémio de Literatura António Nobre e com o Prémio Cidade de Almada.
Está representado em cerca de meia centena de antologias coletivas em Portugal e no estrangeiro e está referenciado em várias enciclopédias, dicionários e roteiros literários.[carece de fontes?] Depois de uma Antologia Pessoal editada por Edilberto Coutinho em São Paulo, foi publicada pela Universidade de São Petersburgo, em edição bilíngue, uma antologia poética e a tradução integral, por Vadim Kopyl e outros, de Vou-me Embora de Mim, uma das suas últimas obras.
Os seus textos constam igualmente de vários livros de ensino de literatura e língua portuguesa. Está traduzido em inglês, francês, russo, castelhano e búlgaro.[carece de fontes?]

### Análises e comentários à obra literária
Como escritor, salientou David Mourão-Ferreira, é o poeta progressista de hoje mais naturalmente capaz de comunicar com um vasto público.[carece de fontes?]
Fernando Dacosta afirma que Joaquim Pessoa, herdeiro de linhas riquíssimas da cultura portuguesa, se afirmou pela luminosidade da sua escrita, pelo domínio da sua pintura, pela subtileza da sua inquietação, um autor irrecusável no panorama cultural português.[carece de fontes?]
Vadim Kopyl, no posfácio da edição bilíngue, português-russo, de Vou-me embora de Mim (Alexandria Publishing & Humanities Agency. São Petersburgo, Rússia):
- Na p. 240: Nesses primeiros livros o poeta sabe variar a forma dos seus poemas: linhas curtas e longas, rimadas ou em verso livre. Em alguns sua maneira de escrever pode parecer "simples", antifigúrica, outros estão saturados ao máximo de imagens e símbolos. Ele pode escrever um poema usando só (ou quase só) substantivos ou só (ou quase só) pronomes e verbos e "joga" com as palavras do mesmo radical: "e passa nos meus passos passo a passo".
- Nas pp. 240–242: No prefácio [do livro em prosa "Português Suave"] o autor, ao explicar que "para um poeta escrever em prosa é tão necessário como para uma galinha comer areia, enrija o ovo, isto é, a escrita…", realça, como o fez Cesário Verde, o seu amor por "os ácidos, os gumes, os ângulos agudos". E como Joaquim Pessoa não escreve prosa propriamente dita, mas "escreve em prosa", técnica dos efeitos especiais em poemas politizados e sua prosa satírica parece ser a mesma:

– criação de novas palavras: com "almoçar" e jantar" foi formado "almojantar", explicado ironicamente pelo autor como "confraternização gastronómica"; cravo, símbolo da revolução, recebe muito significativo elemento "ex": "ex-cravo"; o neologismo "malviver" modificando o substantivo "canções" faz alusão às "canções de maldizer";
– fragmentação das palavras (com parêntesis contíguo ou interior): a(m)paro, (a)braço, (des)amor… oferece duplo significado da palavra com/sem parêntesis;
– alteração intencional da palavra ou locução fixa cujo significado transparece bem claro no derivado ou na palavra-substituto: "burgocracia (burocracia) de aliteratura", "pré-histeria" (pré-história), "Europa acidental" (ocidental);
– hominimia entre um palavra e um grupo de palavras: "só neto" – soneto; "sol dado" – soldado. No último caso, o poeta revolucionário consegue uma frase extraordinária: "o Abril foi um sol dado" em que o Abril pode entender-se como "um sol dado" mas também como "um soldado".
- Na p. 244: Falando da criação poética de Joaquim Pessoa nos anos 70, os autores da "História da Literatura Portuguesa" num artigo pequeno, mas altamente profissional, souberam destacar o essencial: que o poeta naqueles anos "acompanhando a gestação, a alegria breve e a repulsa posterior de uma revolução traída", "trouxe à sátira política e social um humor realista de um Soropita, Tolentino ou Cesário ambientados em Lisboa"; que o ciclo da poesia politizada, indiscutivelmente principal, aparece "debruado" por "outro ciclo paralelo de experiência erótica"; que a evolução "vai no sentido de aguda e rediviva sensibilidade às tradicionais instituições da dor e da morte humanas como um microcosmo consciente de um macrocosmo por reconhecer".

Maria Lúcia Lepecki, em "Sobre o entendimento do mundo", posfácio da 2.ª edição (2002) de Vou-me Embora de Mim (p. 71): O compromisso do Poeta é o de dar a conhecer o que sabe que foi antes e o que vê estar sendo agora. O compromisso do Poeta é reiterar, em discurso atento e generoso, a obrigação ética que tem ele, e temos nós, de perscrutar a face de todas as coisas, tentando construir uma imagem da verdade. Num livro de sabedoria como este, não é surpreendente que Natureza e Cultura, Homem e Cosmos se entendam e representem como entidades históricas e partilhem das experiências do nascer, do viver e do morrer. Experiências que também são, como todos sabemos, privilegiados objectos do dizer lírico.
José Jorge Letria, em "A inquirição do mundo", outro posfácio da mesma obra (pp. 74–75): Livro de um poeta culto que incessantemente dialoga com outros poetas, os antigos e os modernos, de Ovídeo a David Mourão-Ferreira, Vou-me Embora de Mim confirma a definição de Eduardo Lourenço segundo a qual o poeta é o cronista dos mitos, bem como a ideia de que, em Portugal, o pensamento filosófico mais genuíno é o que se encontra na escrita dos poetas. De facto, este é um livro sobre o pensamento, na medida em que pensa o próprio ato de pensar, poeticamente, confrontando-nos com as dicotomias ser/ter ou querer/desejar.
Manuel Frias Martins, em "A despoetização do mundo", ainda outro posfácio da obra referida (p. 84): Quando há já demasiados anos me referi à poesia que Joaquim Pessoa havia publicado entre 1975 e 1984 afirmei, entre outras coisas, o seguinte: "Sugerindo o acto poético pelo campo de uma operatividade produtora de um discurso socialmente eficaz, Joaquim Pessoa foi construindo (…) uma obra poética radicalmente assente num comunicação sensualmente partilhada. Surgida (…) pela dinâmica ‘tendenciosa’ do comprometimento social e político, e do desejo de discurso que estava subjacente à sua relação de significância histórica, a poesia de Joaquim Pessoa foi gradualmente assumindo ao longo dos anos um atraente movimento de revelação da subjetividade e da experiência dos sentidos."

#### Livros publicados
- O Pássaro no Espelho, Moraes Editores (1975)
- Poemas de Perfil, edição do autor (1975)
- Amor Combate, Moraes Editores (1976)
- Canções de Ex-Cravo e Malviver, Moraes Editores (1977)
- Português Suave, Moraes Editores (1978)
- Os Dias da Serpente, Moraes Editores (1979; 2.ª edição 1980)
- Os Olhos de Isa, Moraes Editores (1980; 2.ª edição 1981)
- O Livro da Noite (Prémio de Poesia da Associação Portuguesa de Escritores e da Secretaria de Estado da Cultura), Moraes Editores (1981)
- O Amor Infinito (Prémio de Literatura António Nobre), Moraes Editores (1982)
- 125 Poemas – Antologia Poética, Litexa Editora (198?)
- Caderno de Exorcismos, em colaboração com Graça Castro, Moraes Editores (1983)
- A Assembleia dos Pássaros e Outras Histórias – Poemas para Crianças, Moraes Editores (1983)
- Paiol de Pólen, Círculo de Leitores (1983)
- Os Olhos de Isa, edição especial, Litexa Editora (1983)
- Fly, Litexa Editora (1983; 2.ª edição 1985)
- Sonetos Perversos, Litexa Editora (1984)
- Os Herdeiros do Vento – Antologia Apócrifa, Litexa Editora (1984)
- Antologia Poética, org. de Edilberto Coutinho, São Paulo, Brasil (1985)
- Amor Combate (Poesia 1975/1980), Litexa Editora (1985)
- Peixe Náufrago. Litexa Editora (1985)
- Mas, Litexa Editora (1987)
- Por Outras Palavras (Prémio de Poesia Cidade de Almada), Litexa Editora (1990)
- À Mesa do Amor, Átrio Editora (1994)
- À Mesa do Amor (edição especial, ilustrada por Isabel Mendes Ferreira), Litexa Editora (1994)
- Vou-me Embora de Mim, Hugin Editores (2000) e Litexa Editora (2.ª edição, 2002)
- Obra Poética, Litexa Editora (vol. 1, 2001; vol. 2, 2001; vol. 3, 2002)
- Nomes, Litexa Editora (2003)
- Vou-me Embora de Mim e Poemas Escolhidos (org. e posfácio de Kopyl Vadim), Ed. Alexandria, São Petersburgo, Rússia (2007)
- O Pouco É para Ontem, Litexa Editora (2008)
- Sonetos eróticos & irónicos & sarcásticos & satíricos & de amor & desamor & de bem & e de maldizer do poeta Joaquim Pessoa, Litexa Editora (2008)
- Ano Comum, Litexa Editora (2011)
- Os Dias Não Andam Satisfeitos, Edições Esgotadas (Março de 2017)
- Conversa com a cuva, Edições Esgotadas (Março de 2019)

#### Participações em antologias
- "Poetas Portugueses – Antologia (IV Centenário da Morte de Camões)", Câmara Municipal do Barreiro, 1981
- "Portugal, a Terra e o Homem – Antologia de Textos de Escritores Portugueses do Séc. XX", por David Mourão-Ferreira e Maria Alzira Seixo, II vol., VI série, Fundação Calouste Gulbenkian, 1981
- Poemabril – Antologia Poética", Nova Realidade, 1984
- "A Ilha dos Amores", Associação de Jornalistas e Homens de Letras do Porto, 1984
- "Micromegas – A Portuguese Issue", por Robert Krueger, University of Northern Iowa, EUA, 1985
- "A Infância Lembrada", por Matilde Rosa Araújo, Livros Horizonte, 1986
- "Antologia de Homenagem a Cesário Verde", Câmara Municipal de Oeiras, 1991
- "Poetas Escolhem Poetas – Antologia", Lello & Irmão, 1992
- "Poesia Portuguesa do Séc. XX – Antologia", Bulgária, 1993
- "O Tejo e a Margem Sul na Poesia Portuguesa", Câmara Municipal do Seixal, 1993
- "Vozes Poéticas da Lusofonia", Câmara Municipal do Seixal, 1993
- "A Mãe na Literatura Portuguesa – Antologia", por Maria Teresa Horta, Círculo de Leitores, 1999
- "Reflexos da Poesia Contemporânea do Brasil, França, Itália e Portugal", antologia por Jean-Paul Mestas, Universitária Editora, Lisboa, 2000
- "Lisboa com seus poetas, Colectânea de Poesia sobre Lisboa", Publicações D. Quixote, 2000
- "Um Mundo no Coração", antologia bilingue (português/francês) de Jean-Paul Mestas, Universitária Editora, Lisboa, 2001
- "Cem Sonetos Portugueses", por José Jorge Letria e José Fanha, Terramar, 2002
- "Cem Poemas Portugueses sobre Portugal e o Mar", por José Jorge Letria e José Fanha, Terramar, 2003
- "Choque e Pavor – 25 Poemas contra a Guerra do Iraque", Editora Ausência, 2003
- "Cem Poemas Portugueses do Riso e do Maldizer", por José Jorge Letria e José Fanha, 2003
- "Cerejas – Poemas de Amor de Autores Portugueses Contemporâneos", Editorial Tágide, 2004
- "Poesia Portuguesa Contemporânea", por Vadim Kopyl, Centro Lusófono Camões da Universidade Estatal Pedagógica de Hertzea, São Petersburgo, Rússia, 2004
- "Cem Poemas Portugueses sobre a Infância", por Jose Jorge Letria e José Fanha, Terramar, 2004
- "Na Liberdade – Antologia Poética (30 anos do 25 de Abril)", Graça Editores, 2004
- "30 Poemas para 30 anos do 25 de Abril", seleção e prefácio de Urbano Tavares Rodrigues, Edições ASA, 2004
- "Cem Poemas Portugueses do Adeus e da Saudade", por José Jorge Letria e José Fanha, Terramar, 2005
- "Poemas da Natureza", organização de José Fanha, Gailivros, 2005

#### Como tradutor/adaptador
- "Carmen", em colaboração com José Jorge Letria e Luís Machado, Hugin Editores (1998)

#### Como antologiador
- "Viagens na Nossa Terra – Portugal Visto pelos Escritores Portugueses", antologia coletiva, Direção-Geral do Turismo (1984)
- "O Trabalho", em colaboração com Armando Cerqueira e José do Carmo Francisco, edição dos Sindicatos dos Bancários do Norte, do Centro e do Sul e Ilhas, Lisboa (1983)
- "O Desporto", em colaboração com Armando Cerqueira e José do Carmo Francisco, edição dos Sindicatos dos Bancários do Norte, do Centro e do Sul e Ilhas, Lisboa (1983)

#### Poesia gravada em disco
- "Português Suave", Rossil, 1980
- "A Arte do Coração", Edições Sassetti, 1982